# Cementownia (Wejherowo)
Cementownia – część miasta Wejherowa (TERYT) i osada przemysłowa nad rzeką Redą. Jest położona na terenie jednostki pomocniczej gminy – Osiedla Przemysłowa.
Nazwa pochodzi od znajdującej się tu „Cementowni Wejherowo”. Fabryka powstała w 1872 r. i była jedynym producentem cementu portlandzkiego białego w Polsce. Od 2001 r. większość jej udziałów należy do szwajcarskiego koncernu cementowego Holcim. 
W pobliżu przebiega wyłączona z eksploatacji linia kolejowa nr 230, z przystankiem Wejherowo Cementownia. 